# Tepetlampa, Puebla
Tepetlampa är en ort i Mexiko.   Den ligger i kommunen Ajalpan och delstaten Puebla, i den sydöstra delen av landet, 240 km sydost om huvudstaden Mexico City. Tepetlampa ligger 2 584 meter över havet och antalet invånare är 705.
Terrängen runt Tepetlampa är kuperad åt nordost, men åt sydväst är den bergig. Tepetlampa ligger uppe på en höjd. Runt Tepetlampa är det ganska tätbefolkat, med 116 invånare per kvadratkilometer. Närmaste större samhälle är Tecpantzacoalco, 6,3 km norr om Tepetlampa. Omgivningarna runt Tepetlampa är en mosaik av jordbruksmark och naturlig växtlighet.